# Martha MacIsaac
Martha MacIsaac (Charlottetown, 11 ottobre 1984) è un'attrice canadese.

## Biografia
Attrice e produttrice canadese, Martha MacIsaac nasce a Charlottetown, Isola del Principe Edoardo, l'11 ottobre 1984. Sposatasi con il produttore americano Torre Catalano il 10 luglio 2010, i due hanno divorziato nel 2015.

## Filmografia parziale

### Cinema
- 134 modi per innamorarsi (This Time Around), regia di Douglas Barr (2003)
- Ice Princess - Un sogno sul ghiaccio (Ice Princess), regia di Tim Fywell (2005)
- Su×bad - Tre menti sopra il pelo (Superbad), regia di Greg Mottola (2007)
- L'ultima casa a sinistra (The Last House on the Left), regia di Dennis Iliadis (2009)
- Le squillo della porta accanto (For a Good Time, Call...), regia di Jamie Travis (2012)
- La battaglia dei sessi (Battle of the Sexes), regia di Jonathan Dayton e Valerie Faris (2017)
- Unicorn Store, regia di Brie Larson (2017)

### Televisione
- Emily of New Moon (1998)
- 1600 Penn - serie TV (2013)

## Doppiatrici Italiane
- Perla Liberatori in Su×bad - Tre menti sopra il pelo
- Veronica Puccio in 1600 Penn
- Alessia Amendola in L'ultima casa a sinistra
- Domitilla D'Amico in 134 modi per innamorarsi
- Benedetta Degli Innocenti ne I Griffin